# Trichomalus perfectus
Trichomalus perfectus är en stekelart som först beskrevs av Walker 1835.  Trichomalus perfectus ingår i släktet Trichomalus och familjen puppglanssteklar. Arten är reproducerande i Sverige. Inga underarter finns listade i Catalogue of Life.